# Jean Charles Monnier
Jean-Charles Monnier, hrabia (ur. 22 marca 1758 w Cavaillon, zm. 30 stycznia 1816) – francuski generał w okresie od rewolucji po wojny napoleońskie, par Francji.

## Kalendarium z okresurewolucjiiCesarstwa
- 3 lutego 1793 - adiutant adiutantów generalnych w Armii Italii
- 6 grudnia 1793 - adiutant generalny szef batalionu
- 4 kwietnia 1794 - szef sztabu dywizji gen. Massény
- 10 lutego 1795 - adiutant generalny szef brygady - nominacja prowizoryczna
- 30 marca 1796 - szef sztabu 2. dywizji piechoty gen. Meynier
- 23 maja 1796 - generał brygady - nominacja tymczasowa dokonana przez gen. Bonaparte
- 17 stycznia 1797 - ponowna nominacja na stopień generała brygady dokonana przez gen. Bonaparte.
- 23 maja 1797 - zatwierdzenie nominacji gen. bryg. przez Dyrektoriat
- 14 czerwca 1797 - dowódca 10. brygady (5. dywizja piechoty gen. Joubert)
- listopad 1797 - komendant Ankony i departamentów: Tronto, Musone, Metauro
- 1798 - dowódca brygady (3. dywizja piechoty, Armia Rzymu)
- 18 maja - 17 października 1799 - dowódca obrony Ankony, powrót do Francji po honorowej kapitulacji
- 6 marca 1800 - generał dywizji
- 12 marca 1800 - dowódca legionu włoskiego w Dijon
- 14 maja 1800 - dowódca 6. dywizji piechoty (Armia Rezerwowa, korpus wydzielony gen. Desaix)
- 14 czerwca 1800 - udział w bitwie pod Marengo
- 5 lipca 1800 - dowódca 1. dywizji prawego skrzydła Armii Italii
- październik 1800 - komendant Bolonii, następnie Toskanii
- styczeń 1801 - dowódca dywizji (Korpus Obserwacyjny Armii Południe)
- 13 września 1802 - przeniesienie na reformę z powodu wrogiego nastawienia do gen. Bonaparte
- 7 lipca 1811 - przejście w stan spoczynku
- 12 czerwca 1814 - hrabia
- 6 marca - 10 kwietnia 1815 - służba pod rozkazami ks. d'Angoulême
- 10 kwietnia 1815 - skreślony przez Napoleona z armii
- 17 sierpnia 1815 - par Francji, rehabilitacja, powrót do armii w stopniu generała dywizji, członek kolegium sędziowskiego w procesie marszałka Neya - głosował za karą śmierci